# Jan Zdzisław Karczewski
Jan Zdzisław Karczewski (ur. 14 marca 1914 w Jędrzejowie, zm. 4 sierpnia 1986 tamże) – polski entomolog, docent doktor habilitowany.

## Życiorys
W 1935 zdał maturę w gimnazjum w Jędrzejowie, następnie odbył roczne wyszkolenie w Szkole Podchorążych Rezerwy Artylerii we Włodzimierzu Wołyńskim. W 1936 rozpoczął studia na Wydziale Leśnym Szkoły Głównej Gospodarstwa Wiejskiego w Warszawie, studia przerwał wybuch II wojny światowej. Został zmobilizowany i wcielony do 55 Pułku Artylerii Lekkiej, z którym przeszedł szlak bojowy do rozformowania 17 września 1939, a następnie wraz z pododdziałem przeszedł w szeregi Samodzielnej Grupy Operacyjnej „Polesie”. Po Bitwie pod Kockiem został się do niewoli niemieckiej i był przetrzymywany w obozach jenieckich w Dęblinie i Radomiu, zbiegł podczas transportu i powrócił do Jędrzejowa. Zaangażował się do działalności konspiracyjnej, został przydzielony do referatu wywiadu Komendy Jędrzejowskiego Obwodu Związku Walki Zbrojnej-Armii Krajowej początkowo pod dowództwem Zdzisława Imbora „Chudego”, „Duha”, a od 1943 Stanisława Wiśniewskiego „Grubego”, „Jarko”. W 1943 został leśniczym w Cierniach, a później w Oksie. Dzięki pełnionej funkcji uczestniczył w odbiorze alianckich zrzutów lotniczych. Dzięki podróżom służbowym do Warszawy mógł uczestniczyć w konspiracyjnych kompletach, dzięki czemu kontynuował studia. W 1945 uzyskał stopień magistra inżyniera w Szkole Głównej Gospodarstwa Wiejskiego i został adiunktem w Nadleśnictwie Jędrzejów. W 1958 został nadleśniczym, w 1959 obronił doktorat, a w 1969 przestawił pracę habilitacyjną. Od 1980 był docentem w Zakładzie Ekologii i Ochrony Środowiska Wyższej Szkole Pedagogicznej w Kielcach. Od 1984 pracował w Zespole Ochrony i Hodowli Drzewostanów Jodłowych Okręgowej Dyrekcji Lasów Państwowych w Radomiu.

## Praca naukowa
Jan Zdzisław Karczewski zajmował się entomologią leśną, prowadził badania nad ekologią i biologią owadów leśnych, szczególnie pasożytniczych muchówek Diptera. W ramach dipterologii badał faunistykę i taksonomię muchówek Tachinidae, Calliphoridae, Sarcophagdae i Rhinophoridae. Pracując nad poznaniem układów troficznych entomocenoz leśnych związanych z pasożytniczymi muchówkami napisał ponad 50 prac naukowych i był współautorem jednej książki, materiały badawcze znajdują się w Muzeum i Instytucie Zoologii Polskiej Akademii Nauk.

## Odznaczenia
- Krzyż Kawalerski Orderu Odrodzenia Polski
- Krzyż Armii Krajowej
- Złoty Krzyż Zasługi
- Złota Odznaka Polskiego Towarzystwa Leśnego